# ویلیام دیترله
ویلیام دیترله (آلمانی: William Dieterle؛ ۱۵ ژوئیهٔ ۱۸۹۳ – ۹ دسامبر ۱۹۷۲) یک کارگردان، هنرپیشه، و تهیه‌کننده اهل آلمان بود. وی بین سال‌های ۱۹۱۱ تا ۱۹۶۶ میلادی فعالیت می‌کرد.

## بخشی از فیلم‌شناسی
- فاوست (۱۹۲۶)
- زن (۱۹۳۳)
- مادام دو باری (۱۹۳۴)
- دکتر مونیکا (۱۹۳۴)
- پرنده آتشین (۱۹۳۴)
- رؤیای شب نیمه تابستان (۱۹۳۵)
- داستان لوئی پاستور (۱۹۳۵)
- فرشته سپید (۱۹۳۶)
- شاهزاده و گدا (۱۹۳۷)
- زندگی امیل زولا (۱۹۳۷)
- خوارز (فیلم) (۱۹۳۹)
- گوژپشت نتردام (۱۹۳۹)
- شیطان و دنیل وبستر (۱۹۴۱)
- سنکپ (۱۹۴۲)
- تنسی جانسون (۱۹۴۳)
- نامه‌های عاشقانه (۱۹۴۵)
- دوئل زیر آفتاب (۱۹۴۶)
- آتشفشان (۱۹۵۰)
- سالومه (۱۹۵۳)
- حمله فیل ها (1954) Elephant Walk
- عمر خیام (۱۹۵۷)

### به عنوان بازیگر
- تبعید (۱۹۲۳)